# Rolls Razor

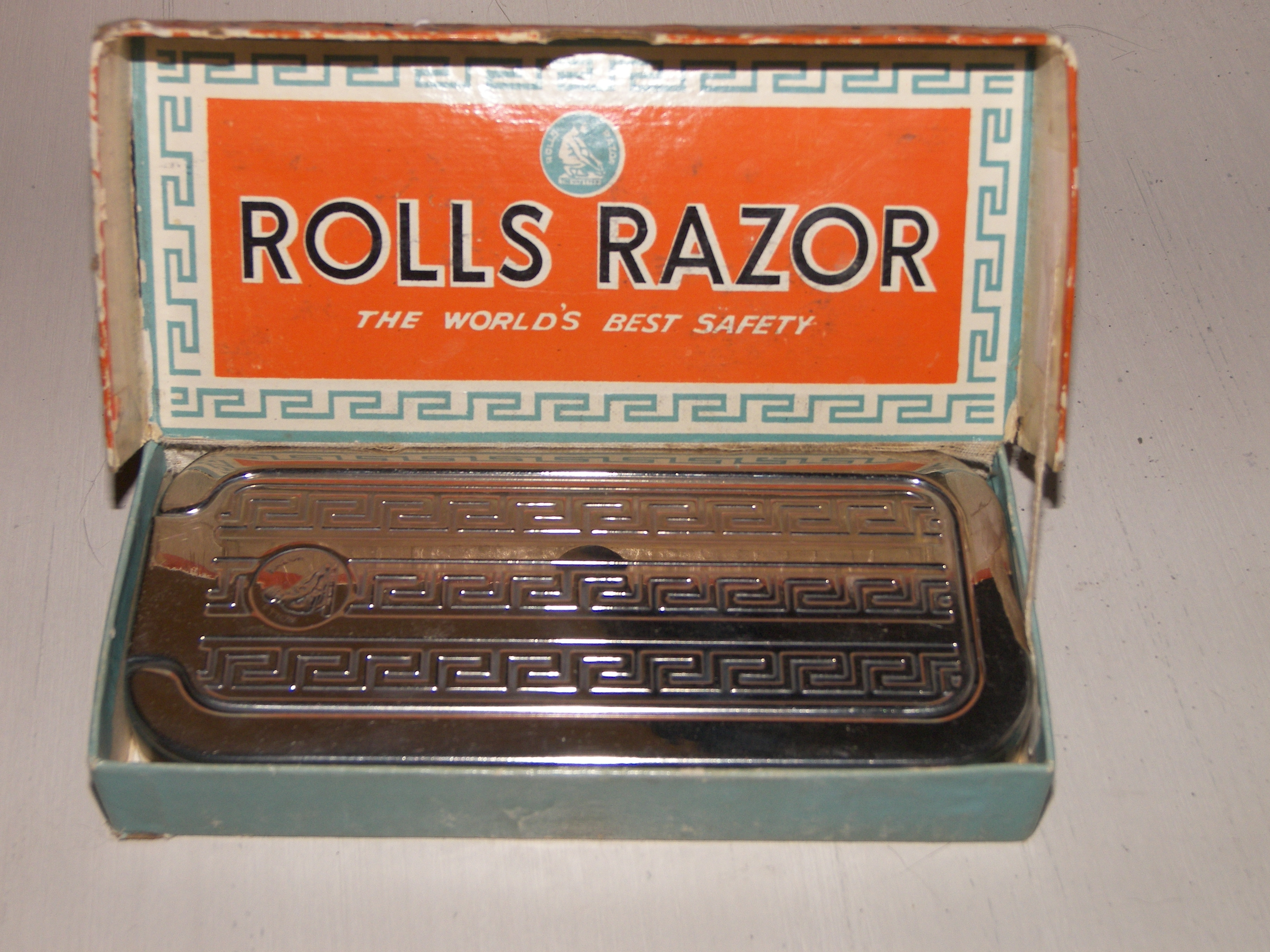
Rolls Razor modello Imperial No. 2 con contenitore nichelato che presenta le caratteristiche tre greche parallele

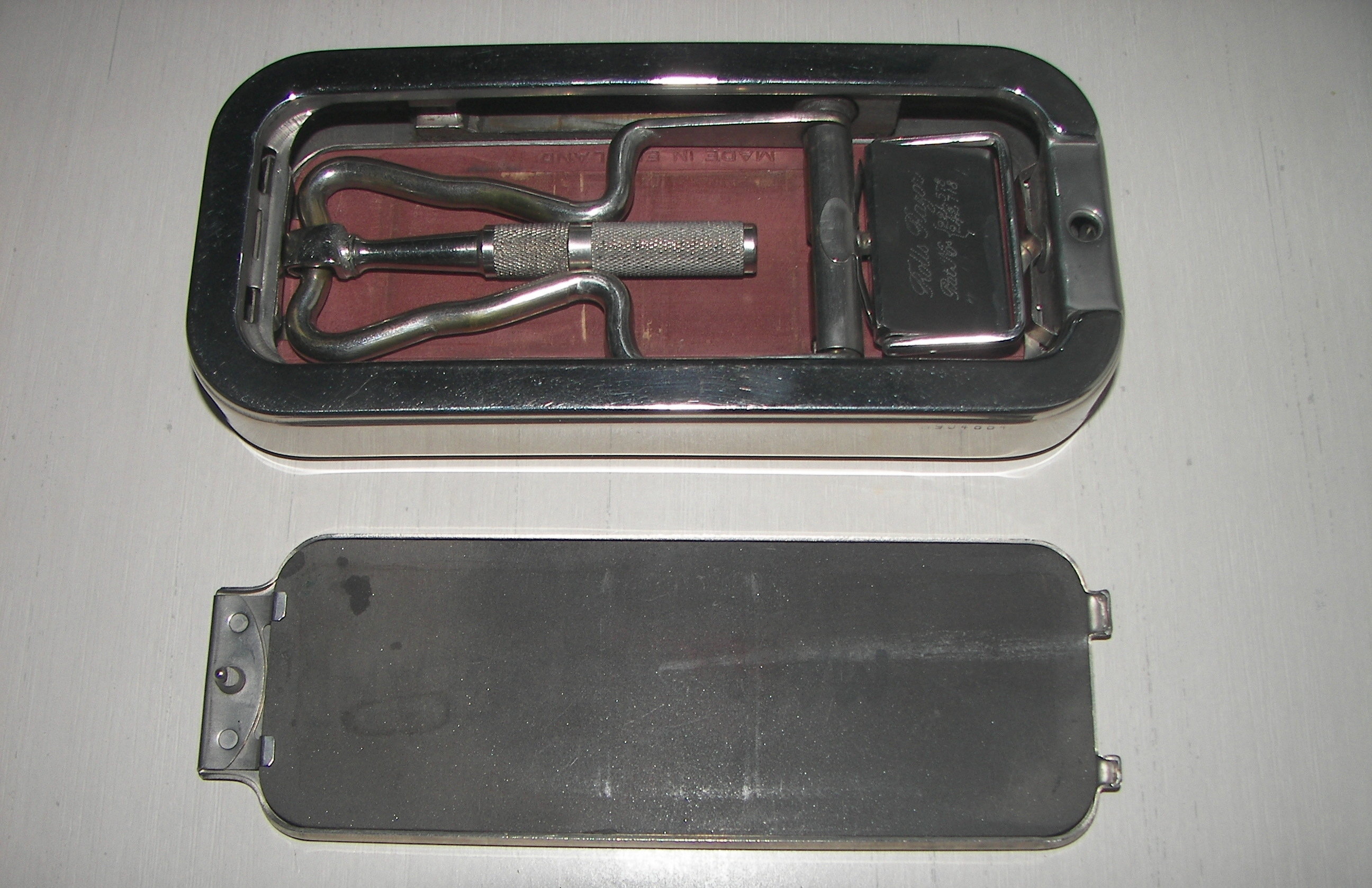
Rolls Razor aperto

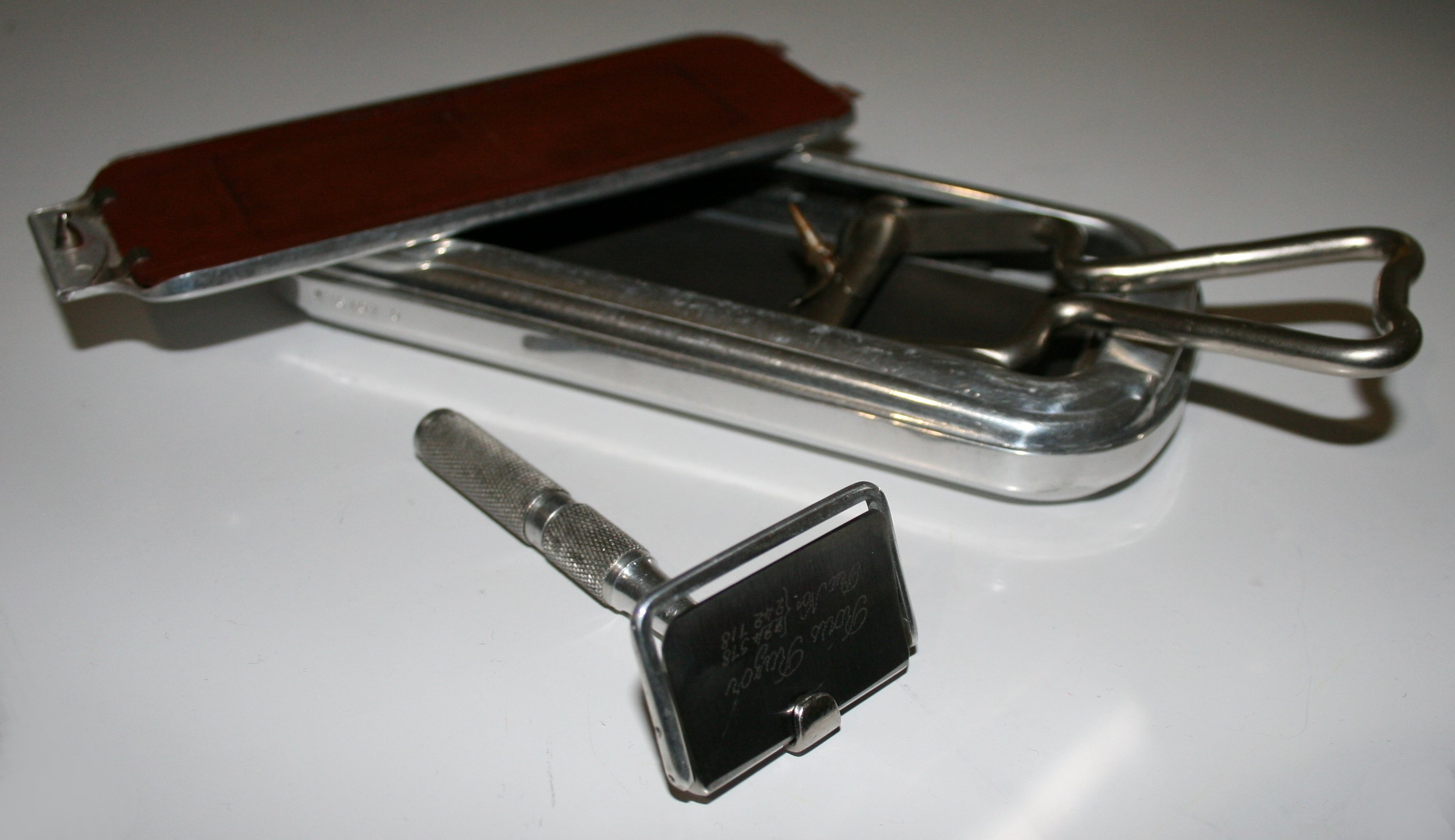
Rolls Razor, modello Viscount, con lametta inserita nel manico. Si noti il perno con molla su cui inserire la lametta nel meccanismo

Il Rolls Razor è un particolare tipo di rasoio di sicurezza prodotto dall'omonima compagnia inglese Rolls Razor Ltd. indicativamente tra il 1922 e il 1958.

## Descrizione
Questo rasoio è costituito da una scatola metallica che contiene sia la coramella per ravvivare la lama del rasoio che una pietra per affilarla quando il filo della lametta lo richiedeva. La lametta di questo rasoio non è infatti una lametta usa e getta e, come le lame dei rasoi a mano libera, richiede una periodica manutenzione. Tuttavia tale lametta è provvista di una barra di sicurezza e l'aspetto, la forma e le dimensioni del rasoio sono del tutto equivalenti a quelle di un normale rasoio di sicurezza.
I primi Rolls Razor furono commercializzati dal 1922 e la produzione continuò fino al 1958 quando la Rolls Razor Ltd. fu acquisita dal finanziere John Bloom che decise di abbandonare il settore dei rasoi pressato dalla concorrenza dei rasoi a lametta usa e getta.
Esistono differenti modelli di Rolls Razor che però presentano solo piccole variazioni prevalentemente relative al materiale, alla forma e agli ornati del contenitore. I primi modelli, The Whetter prodotti negli anni 20, sono contenuti in una scatola nichelata che presenta una decorazione bugnata. I modelli successivi, Imperial,  presentano una decorazione con tre greche parallele e i relativi contenitori sono nichelati, argentati, oppure, per quelli prodotti durante il periodo della seconda guerra mondiale in alluminio. L'ultimo modello prodotto, Viscount, presenta una singola greca e angoli maggiormente arrotondati.
Tutti i modelli hanno però lo stesso funzionamento. La scatola è costituita da tre parti fondamentali; i due coperchi che contengono una coramella in cuoio rossastro e una pietra sintetica per l'affilatura e una parte centrale che contiene il meccanismo che permette l'utilizzo di pietra o coramella.
Tale meccanismo è basato su un perno trasversale che può essere mosso mediante una leva e fatto ruotare lungo l'asse maggiore della scatola. Per l'utilizzo si lascia uno dei coperchi in sede e si rimuove quello che non si intende usare. Sul perno trasversale viene inserita la lametta tramite un incastro a molla; spostando la leva del perno in avanti e indietro si ruota il perno che preme e trascina la lametta contro la coramella o la pietra a seconda di quale coperchio sia stato lasciato in sede. Si noti che i due coperchi non sono interscambiabili visto che, pur avendo dimensioni identiche, presentano differenze nell'incastro con la scatola che racchiude il rasoio. Questa scelta è dovuta al fatto il movimento del filo della lametta deve essere differente a seconda che si usi la pietra o la coramella: per l'affilatura il filo della lametta deve essere sfregato sulla pietra in avanti di modo da favorire l'asportazione di metallo mentre con la coramella il filo deve fare il movimento opposto per appianare i
difetti dovuti all'affilatura o all'utilizzo.
Se l'utilizzo della coramella è necessario prima e dopo ogni rasatura, l'affilatura è in genere un'operazione necessaria solo con cadenza mensile o anche maggiore.
La confezione contiene inoltre un piccolo manico su cui inserire la lametta per la rasatura.
Il successo del Rolls Razor è stato tale che ne esistono anche imitazioni; in particolare la Darwins Ltd. produsse un rasoio che sfruttava la stessa idea, il Darwin (1933-1939) che presentava però un contenitore privo di pietra per l'affilatura e più stretto e lungo dei Rolls Razor.